# Leif Henriksson
Leif Gunnar "Blixten" Henriksson, född 26 maj 1943 i Degerfors, död 15 mars 2019 i Karlskoga distrikt, var en svensk ishockeyspelare. Han blev en av Frölundas främste genom tiderna och deltog i 61 A-landskamper för Sverige.

## Spelarkarriär
Valet av ishockey var inte självklart. Leif var framgångsrik även på fotbollsplanen, och han var bland annat med om att bli svensk juniormästare med bland annat Thomas Nordahl. Så småningom tog dock ishockeyn överhanden. Han värvades till Frölunda från Bofors/KB Karlskoga 1964. Den första säsongen belönades med SM-guld 1965. Leif gjorde debut i svenska landslaget 1966. Vid VM 1967 i Wien i Österrike ingick han i det svenska landslag som tog silvermedaljer. Vid OS i Grenoble 1968 deltog han i landslaget som slutade på fjärde plats. Deltog även i svenska landslaget som tog silver i VM i Stockholm 1969.
1968 åkte Leif Henriksson till USA och provspelade för Detroit Red Wings. Dock var reglerna sådana att IIHF krävde att spelaren var tvungen att ha tillstånd från hemmaklubben för att få spela i NHL. Leif kände sig tvungen att åka hem igen. Totalt spelade Blixten 61 A- och 15 B-landskamper för Sverige samt 347 A-lagsmatcher för Frölunda.

## Tränarkarriär
1978 slutade Henriksson sin aktiva karriär som spelare i Frölunda för att bli hjälptränare till legendaren Arne Strömberg. Året efter tog han över som huvudtränare. Säsongen 1979–1980 gick Frölunda helt otippat till final, en final som dock förlorades med 1-2 till Brynäs IF. Leif tränade säsongen efter Bofors IK, vilka då gick till Elitseriekval där de förlorade mot Hammarby IF (som därmed gick upp i Elitserien). Blixten tränade åter Frölunda säsongen 1981–1982.

## Meriter
Stor grabb nr: 73.
- Världsmästerskapet i ishockey för herrar 1967: Silver
- Världsmästerskapet i ishockey för herrar 1969: Silver [5]

Leif "Blixten" Henriksson är begravd på Billdals kyrkogård i Göteborg.